# Laure Conan
Laure Conan, nome artístico de Marie-Louise-Félicité Angers (9 de janeiro de 1845 - 6 de junho de 1924), escritora canadense, publicou "Um Amor Verdadeiro".